# پت ساوندز
پت ساوندز (به انگلیسی: Pet Sounds) آلبومی از بیچ بویز است که در ۱۶ مه ۱۹۶۶ منتشر شد.